# Christine Laszar
Christine Laszar, all'anagrafe Christine Laszaros (Ortelsburg, 19 dicembre 1931 – Berlino, 17 novembre 2021), è stata un'attrice tedesca, attiva in campo cinematografico e televisivo tra la metà degli anni cinquanta e la fine degli anni ottanta.
Complessivamente, tra cinema e televisione, ha partecipato ad una quarantina di differenti produzioni, comparendo in molti film della DEFA nel corso degli anni sessanta e lavorando al fianco di attori quali Horst Drinda, Jürgen Frohriep, Hannjo Hasse, Peter Herden, Otto Mellies e Günther Simon. Tra i suoi ruoli principali figurano quello di Eleonore von der Lohe nel film Weißes Blut (1959) e di Maud Ossietzky nel film TV Carl von Ossietzky (1963).
È stata sposata con il giornalista Karl-Eduard von Schnitzler e con l'attore e regista Rudolf Schündler ed è la madre della conduttrice televisiva Katrin Schündler.

## Filmografia

### Cinema
- Geschwader Fledermaus (1958)
- Die Premiere fällt aus (1959)
- Bevor der Blitz einschlägt (1959)
- Weißes Blut (1959)
- Hochmut kommt vor dem Knall (1960)
- Der Fremde, regia di Johannes Arpe (1961)
- Der Arzt von Bothenow (1961)
- Der Traum des Hauptmann Loy (1961)
- Der Mann mit dem Objektiv (1961)
- Der Tod hat ein Gesicht (1962)
- Das Stacheltier - Der Fluch der bösen Tat - cortometraggio (1962)
- Daleka jest droga (1963)
- For Eyes Only (1963)
- Schwarzer Samt (1964)
- Pension Boulanka (1964)
- L'assassino venuto dal passato (1965)
- Hamida (1965)
- Schwarze Panther (1966)
- Lass das mal den Josef machen! (1971)

### Televisione
- Zwischenfall im Roxy - film TV (1954)
- Liebe auf den letzten Blick - film TV (1960)
- Projekt Merkur - film TV (1960)
- Die unbekannte Größe - film TV (1961)
- Der Vierte - film TV (1961)
- Keine Zeit für Helden - film TV (1962)
- Gift - film TV (1962)
- Tempel des Satans - miniserie TV (1962)
- Carl von Ossietzky - film TV (1963)
- Einer steht im Weg - film TV (1964)
- Das Mädchen an der Orga Privat - film TV (1967)
- Tod im Preis inbegriffen - film TV (1968)
- Der Staatsanwalt hat das Wort - serie TV, 1 episodio (1968)
- Krupp und Krause - serie TV, 3 episodi (1969)
- Ihr letztes Rendezvous - film TV (1969)
- Die Dame aus Genua - film TV (1969)
- Kein schöner Amt in diesem Land - film TV (1969)
- Eva und Adam - serie TV, 1 episodio (1973)
- Alma schafft alle - film TV (1980)